# Robert Elter
Robert Elter (ur. 20 kwietnia 1899 w Luksemburgu, zm. 2 maja 1991 tamże) – luksemburski piłkarz, grający na pozycji napastnika.

## Kariera klubowa
W latach 1920–1923 grał w Sportingu Luksemburg, a w latach 1923–1926 był zawodnikiem Spory Luksemburg.

## Kariera reprezentacyjna
Elter zagrał w jednym meczu igrzysk olimpijskich w 1920 – w przegranym 0:3 starciu z Holandią. Był to jego debiut w reprezentacji Luksemburga, w której grał do 1924, występując w sześciu meczach i strzelając 5 goli.